# Брассёр, Изабель
Изабель Брассёр (фр. Isabelle Brasseur; род. 28 июля 1970, Кингсбёри, провинция Квебек) — канадская фигуристка, выступавшая в парном катании. В паре с Ллойдом Айслером, она — двукратный бронзовый призёр зимних Олимпийских игр в Альбервиле и Лиллехаммере, чемпионка мира 1993, пятикратная чемпионка Канады.
После завершения карьеры в соавторстве с партнёром написала 2 книги «Brasseur & Eisler: To Catch a Dream» и «Brasseur & Eisler: The Professional Years».
Вместе с партнёром и Энн-Лу Броссо в 1992 организовали компанию B.B.E. Productions Inc., которая занималась организацией и проведением профессиональных шоу с участием фигуристов. Основной целью компании был сбор средств в пользу детского благотворительного фонда.
В 1996 году И. Брассер была включена в зал спортивной славы Канады, а в 2000 году в зал славы фигурного катания Канады.
В 1996 году спортсменка вышла замуж за американского фигуриста Роки Марвала, 1 ноября 2000 года у пары родилась дочь Габриэла.
В 2009 году Изабель в паре с канадским хоккеистом Гленном Андерсеном приняла участие в ледовом реалити-шоу «Battle of the Blades».

## Результаты соревнований
| Соревнования/Сезон         | 1987—1988 | 1988—1989 | 1989—1990 | 1990—1991 | 1991—1992 | 1992—1993 | 1993—1994 |
| -------------------------- | --------- | --------- | --------- | --------- | --------- | --------- | --------- |
| Зимние Олимпийские игры    | 9         |           |           |           | 3         |           | 3         |
| Чемпионат мира             | 7         | 14        | 2         | 2         | 3         | 1         | 2         |
| Чемпионат Канады           | 2         | 1         | 3         | 1         | 1         | 1         | 1         |
| Skate Canada International |           | 1         |           | 1         |           |           |           |
| Trophée Eric Bompard       |           |           | 2         |           |           |           |           |
| NHK Trophy                 |           | 4         |           | 2         |           | 4         | 1         |
| Bofrost Cup on Ice         |           |           |           |           | 1         |           |           |